# Elin Skarin
Elin Skarin, född 4 januari 1988 i Borlänge, är en svensk skådespelare och sångerska utbildad vid Teaterhögskolan i Stockholm 2008-2012.

## Biografi
Elin Skarin gjorde 2021 föreställningen En grop i universum på Kulturhuset Stadsteatern i Vällingby. I mars 2023 gjorde hon den mycket uppmärksammade föreställningen Skådis i bur på Konträr i Stockholm. Elin är en del av den fria teatergruppen Administrationen.

## Teater

### Roller
| År   | Roll                 | Produktion                                                              | Regi                 | Teater                   |
| ---- | -------------------- | ----------------------------------------------------------------------- | -------------------- | ------------------------ |
| 2014 | Trixie               | Kikkiland                                                               | Dennis Sandin        | Göteborgs Stadsteater    |
| 2015 | Skådespelare/Musiker | Hjältar, gudar, monster                                                 | Pontus Stenshäll     | Malmö Stadsteater        |
| 2016 | Gustav               | Tjärdalen                                                               | Carolina Frände      | Riksteatern              |
| 2017 | Joan                 | Fun Home                                                                | Carolina Frände      | Kulturhuset Stadsteatern |
| 2017 | Benvolio             | Romeo och Julia                                                         | Linus Tunström       | Kulturhuset Stadsteatern |
| 2018 | Tummelisa            | Tummelisa                                                               | Isabelle Moreau      | Örebro Länsteater        |
| 2018 | Elin                 | 37,2 - from her to eternity                                             | Fredrik Haller       | Teatr Weimar             |
| 2019 | Skådespelare/Musiker | Röd, rödare, rosa                                                       | Josefine Ankarberg   | Moment:teater            |
| 2019 | Janet                | Rocky Horror Show                                                       | Nils Poletti         | Östgötateatern           |
| 2019 | Jonny, mamma m.fl    | Låt den rätte komma in John Ajvide Lindqvist                            | Johan Paus           | Kulturhuset Stadsteatern |
| 2020 | Alice                | Fritt fall                                                              | Helle Rossing        | Riksteatern              |
| 2021 | Melchior             | Våren vaknar                                                            | Johan Paus           | Kulturhuset Stadsteatern |
| 2022 | Us Louise            | Alltid vara vi                                                          | Alexander Mørk Eidem | Kulturhuset Stadsteatern |
| 2023 | Elin                 | Skådis i bur                                                            | Elin Skarin          | Administrationen         |
| 2023 | Elin                 | Konstabs Ingmar Bergmans Såsom i en spegel                              | Ossian Melin         | Dramaten                 |
| 2024 |                      | Den goda människan i Sezuan (Der gute Mensch von Sezuan) Bertolt Brecht | Sara Giese           | Östgötateatern           |
| 2024 |                      | Ben Lisa Lie                                                            | Lisa Lie             | Östgötateatern           |